# 同沙水库
同沙水库，位于中华人民共和国广东省东莞市中部，是寒溪水支流黄沙河上游的一座中型水库。水库于1958年开工建设，1960年蓄水。水库集水面积100平方千米，总库容6220万立方米。水库主坝位于东莞市东城街道同沙社区，为均质土坝，长907米，坝顶宽10米。设坝后引水式电站，装机容量640千瓦。同沙水库下游二、三产业发达，人口超百万，因此其防洪功能非常重要，是东莞市唯一的全国重点防洪中型水库。水库四周目前已开辟为生态公园。